# 1В152
Машина 1В152 — российский унифицированный командно-наблюдательный пункт КСАУО 1В126 «Капустник-Б». Разработан в г. Ковров во ВНИИ «Сигнал» на базе БТР-80.

## Описание конструкции
Унифицированный командно-наблюдательный пункт 1В152 в зависимости от поставленных задач может использоваться в роли:
1. Передового разведывательного пункта;
2. Передового командно-наблюдательного пункта командира дивизиона или батареи;
3. Пункта управления огнём дивизиона или батареи самоходной артиллерии.

Машина 1В152 размещает на себе подсистемы управления КСАУО 1В126, в числе которых:
1. Подсистемы топопривязки;
2. Подсистемы разведки;
3. Подсистемы баллистического и метеорологического обеспечения;
4. Подсистемы передачи информации и связи;

Машина 1В152 может в автоматическом режиме взаимодействовать как со звеньями управления, так и напрямую с орудийными АСУНО, через проводные и радиоканалы связи.

## Оценка машины
В 1993—1994 годах машина 1В152 в составе комплекса 1В126 прошла войсковые испытания и получила высокую оценку военных специалистов.

## Операторы
- Россия
- Венесуэла — 4 единицы 1В152 поставлены в 2011 году[3]